# Den røde skov
51°22′48″N 30°02′57″Ø / 51.38011°N 30.04908°Ø
Den røde skov (ukrainsk: Рудий ліс, tr. Rudyj lis, russisk: Рыжий лес, tr. Ryzjij les) henviser til træerne i et cirka 10 km² stort område omkring kernekraftværket i Tjernobyl. 
Navnet "den røde skov" kommer fra den rødbrune farve fyretræerne fik efter de døde af høje strålingsniveauer fra Tjernobyl den 26. april 1986. Efter katastrofen blev alle træerne i området væltet og gravet ned. Den røde skov er et af de mest forurenede områder i verden i dag.
På trods af det høje strålingsniveau er der i dag et rigere dyreliv, end da der levede mange mennesker i området.